# NGC 6262
NGC 6262 este o galaxie situată în constelația Dragonul. A fost descoperită în 23 octombrie 1886 de către Lewis A. Swift.